# Euthera peringueyi
Euthera peringueyi är en tvåvingeart som beskrevs av Mario Bezzi 1925. Euthera peringueyi ingår i släktet Euthera och familjen parasitflugor. Inga underarter finns listade i Catalogue of Life.